# Tjurunga
Un Churinga, que también puede ser llamado Tjurunga o Chiuringa o Tjuringa, es un objeto que se considera algo con significado religioso entre los Aborígenes de la Australia central, entre algunos pueblos o grupos como los Arrernte .  La palabra deriva de la lengua del pueblo citado y se puede transcribir como Tywerenge, vocablo que significa sagrado o también precioso y de gran valor, incluso puede tener también un significado amplio y un tanto indeterminado en esa lengua. Los Churinga muchas veces podrían emplearse en diversas ceremonias sacras, en pinturas sagradas, en postes y velos ceremoniales, incluso en algún tipo de montículos sacros según los historiadores de la religión australiana.